# Takashia nana
Takashia nana is een vlindersoort uit de familie van de prachtvlinders (Riodinidae), onderfamilie Nemeobiinae.
Takashia nana werd in 1892 beschreven door Leech.